# Bob James
Bob James (Marshall, 25 de diciembre de 1939) es un tecladista, arreglista y productor de jazz y jazz fusion estadounidense.

## Biografía
Durante los años setenta, Bob James tuvo un papel importante en convertir el jazz fusión en música popular.
Angela, el tema instrumental de la comedia de situación Taxi, es posiblemente la obra más conocida de Bob James.
También son conocidas sus obras de fusión Westchester lady (del disco Bob James Three) y Nautilus.
James es reconocido como uno de los progenitores del smooth jazz (jazz suave). Su música ha tenido una profunda influencia en la historia de la música hip hop, y ha sido sampleada frecuentemente.
Dos canciones de James —Nautilus (del disco One, de 1974) y Take me to the Mardi Gras (del disco Two, de 1975)— se encuentran entre las canciones más sampleadas en la historia del hip hop.

## Discografía

### Solista
- 1974: One
- 1975: Two
- 1976: Three
- 1977: BJ4
- 1977: Heads
- 1978: Touchdown
- 1979: Lucky Seven
- 1980: H
- 1981: All around the town
- 1981: Sign of the times
- 1982: Hands down
- 1983: Foxie
- 1983: Taxi - The genie
- 1984: 12
- 1986: Obsession
- 1988: Ivory Coast
- 1990: Grand Piano Canyon
- 1994: Restlees
- 1995: The Swan
- 1997: Playin’ hooky
- 1999: Joy ride
- 2001: Anthology
- 2001: Dancing on the water
- 2001: Restoration
- 2002: Morning, noon & night
- 2003: Bob James in Hi Fi
- 2005: Angels of Shanghai
- 2006: Urban Flamingo
- 2005: The essential collection 24 smooth jazz classics
- 2009: The very best of Bob James

### Trío
- 1963: Bold conceptions
- 1965: Explosions
- 1996: Straight up
- 2004: Take it from the top

### Colaboraciones
- 1979: One on one (con Earl Klugh)
- 1982: Two of a kind (con Earl Klugh)
- 1986: Double vision (con David Sanborn)
- 1992: Cool (con Earl Klugh)
- 1995: Flesh and Blood (con Hilary James)
- 1996: Joined at the hip (con Kirk Whalum)
- 2008: Christmas Eyes (con Hilary James)
- 2009: Botero (con Jack Lee)
- 2011: Altair & Vega (con Keiko Matsui)

### Fourplay (banda)
- 1991: Fourplay
- 1993: Between the sheets
- 1995: Elixir
- 1997: The best of Fourplay
- 1998: 4
- 1999: Snowbound
- 2000: Yes, please
- 2002: Heartfelt
- 2004: Journey
- 2006: X
- 2008: Energy
- 2010: Let's Touch The Sky
- 2012: Sprit De Four
- 2015: Silver

### Música clásica
- 1984: Rameau
- 1988: The Scarlatti dialogues
- 1989: Johann Sebastian Bach: Concertos for 2 & 3 keyboards (out of print)

## Filmografía
- 2005: Live at Montreux
- 2005: Bob James: an evening of Fourplay (vol. 1 & 2
- 2006: Bob James live[1]